# Милан, Джонатан
Джонатан Милан (англ. Jonathan Milan; род. 1 октября 2000, Тольмеццо, Фриули-Венеция-Джулия) — итальянский трековый и шоссейный велогонщик. В 2021 году, на летних Олимпийских играх в Токио, стал олимпийским чемпионом в командной гонке на треке.

## Спортивная карьера
Джонатан Милан вырос в Буе, где его родители управляли компанией по производству нижнего белья и одежды; его отец Флавио также был велогонщиком в 1990-х годах. В возрасте четырёх лет он начал изучать окрестности родного города на горном велосипеде, а позже занялся плаванием, карате  и дзюдо, после чего сосредоточился на велоспорте. Милан учился на коммерческого художника. За большой размер обуви — 46, на одном из итальянских сайтов его называют il Gigante di Buja. Его брат Маттео также активно занимается велоспортом.
В 2017 году Милан принял участие в своих первых юниорских гонках UCI. В 2018 году он выиграл один из этапов Giro del Nordest d’Italia. На чемпионате Европы по трековому велоспорту 2019 года занял десятое место в индивидуальной гонке преследования. На чемпионате мира по трековому велоспорту 2020 года в Берлине завоевал бронзовую медаль в командной гонке преследования вместе с Симоне Консонни, Филиппо Ганна, Франческо Ламоном и Микеле Скартеццини; в индивидуальной гонке преследования финишировал четвёртым.
В 2021 году Джонатан Милан подписал контракт с командой UCI WorldTeam Bahrain Victorious. В августе того же года принял участие в летних Олимпийских играх в Токио и вместе с Филиппо Ганна, Франческо Ламоном и Симоне Консонни стал олимпийским чемпионом в командной гонке преследования, установив мировой рекорд. В октябре 2021 года стал чемпионом Европы в индивидуальной гонке преследования и выиграл свой первый международный индивидуальный титул. На Чемпионате мира в Рубе Милан, Ганна, Ламон, Консонни и Лиам Бертаццо стали чемпионами мира в командной гонке преследования.
Милан одержал свою первую победу на международной велогонке по шоссейному велоспорту в сезоне 2022 года, выиграв первый этап Тура Хорватии. На Джиро д’Италия 2023 года стал победителем в очковой классификации, а также выиграл второй этап. В сезоне 2024 года он перешёл в команду Lidl-Trek, выиграл этап и очковую классификацию на Вуэльте Валенсии в начале сезона. Затем ненадолго возглавил общий зачёт на Тиррено — Адриатико, выиграл два этапа и стал лучшим в очковой классификации. На весенних классических гонках финишировал пятым на Гент — Вевельгем и седьмым на Дварс дор Фландерен, а затем выиграл три групповых спринта на Джиро д’Италия 2024 года и во второй раз подряд стал победителем очковой классификации.

## Рейтинги
| Год                 | 2019   | 2020  | 2021   | 2022  | 2023 | 2024 |
| ------------------- | ------ | ----- | ------ | ----- | ---- | ---- |
| Мировой рейтинг UCI | 2446-й | 763-й | 2123-й | 696-й | 77-й | 17-й |
| Европейский тур UCI | 1563-й | 611-й | 1441-й | 538-й | 63-й | 13-й |
|                     |        |       |        |       |      |      |
| Источник: UCI       |        |       |        |       |      |      |